# 第32軍 (德國國防軍)
第32軍（德語：XXXII. Armeekorps）是二戰最後2個月德國國防軍陸軍建立的一個軍。
它於1945年3月26日由位於斯德丁的第二軍區的部隊創建。作為維斯杜拉集團軍第3裝甲軍團的一部分，該軍與當時已經在城門口的蘇軍交戰。然而戰鬥以失敗告終，蘇聯紅軍於1945年4月26日占領了斯德丁。
該軍與第3裝甲集團軍的其餘部分一起逃往西部，並向英國投降。